# Voedingsdriehoek
De voedingsdriehoek is het Vlaams voorlichtingsmodel over voeding voor de algemene bevolking, ontwikkeld door het Vlaams Instituut Gezond Leven.
De driehoek is opgebouwd als een omgekeerde piramide met verschillende gekleurde zones. De kleuren weerspiegelen het effect van de producten in die zone op de gezondheid. De donkergroene zone bovenaan is het belangrijkste. De rode bol staat buiten de driehoek en daar eet men best zo weinig mogelijk van.
De zones zijn (van boven naar onder):
- Blauw: Water staat helemaal bovenaan. Water is cruciaal voor de vochtbalans van ons lichaam. Daarom krijgt het voorrang boven alles.
- Donkergroen: dit zijn voedingsmiddelen van plantaardige oorsprong, met een gunstig effect op de gezondheid: groenten, fruit, volle granen en aardappelen, maar ook peulvruchten, noten en zaden, plantaardige oliën (en andere vetstoffen rijk aan onverzadigde vetzuren).
- Lichtgroen: dit zijn voedingsmiddelen van dierlijke oorsprong met een gunstig, neutraal of onvoldoende bewezen effect op de gezondheid: vis, yoghurt, melk, kaas, gevogelte en eieren.
- Oranje: Dit zijn voedingsmiddelen van dierlijke of plantaardige oorsprong die mogelijk een ongunstig effect hebben op de gezondheid: rood vlees, boter, kokos- en palmolie (vetstoffen rijk aan verzadigde vetzuren). Deze producten bevatten wel nog enkele nuttige voedingsstoffen, bv. ijzer in rood vlees, vetoplosbare vitaminen in boter.
- Rood: dit is de restgroep. Deze categorie staat los van de driehoek. Dit zijn sterk of ultrabewerkte producten waaraan heel wat suiker, vet en/of zout is toegevoegd, en waarvan het ongunstige gezondheidseffect werd aangetoond. Ze kunnen van dierlijke of plantaardige oorsprong zijn: bereide vleeswaren, frisdrank, alcohol, snoep, gebak, snacks, fastfood, … Ze zijn overbodig in een gezond voedingspatroon. We eten ze best niet te vaak en niet te veel.

De voedingsdriehoek is de opvolger van de 'actieve voedingsdriehoek', en werd gelanceerd in september 2017. Naast de voedingsdriehoek werd er ook een bewegingsdriehoek ontwikkeld.